# مينا سو تشوي
مينا سو تشوي (الكورية: 최미나 수: مواليد 22 فبراير 1999) عارضة أزياء كورية جنوبية وحاملة لقب ملكة جمال بعدما توجت بمسابقة ملكة جمال الأرض والتي توجت بها في نسخة ملكة جمال الأرض 2022. تعتبر أول فتاة كورية تفوز بلقب مسابقة ملكة جمال الأرض ، وأول من تفوز بإحدى مسابقات ملكة الجمال الدولية الأربعة الكبار. والثانية إذا تم قياسها وفقًا لمعايير أفضل خمس مسابقات دولية التي تشمل ملكة جمال فوق الوطنية، التي فازت بها مواطنتها جيني كيم في عام 2017.

## نشأتها
ولدت مينا سو تشوي في سيدني، أستراليا عام 1999 وعاشت هناك حتى بلغت السابعة من عمرها. نشأت وعاشت في كوريا الجنوبية وكندا والولايات المتحدة والصين. التحقت تشوي بجامعة إلينوي في أوربانا شامبين ، حيث تخصصت في دراسات الاتصالات.